# Biblia Ewangeliczna, Przekład dosłowny
Biblia Ewangeliczna, Przekład dosłowny – protestancki przekład Pisma Świętego na współczesny język polski, jeden z dwóch dokonanych przez Ewangeliczny Instytut Biblijny. Charakteryzuje się zastosowaniem metafrazy, czyli dosłownym oddaniem tekstu oryginalnego słowo po słowie co powoduje, że tekst jest niekiedy niezrozumiały dla osoby nieznającej pewnych aspektów kulturowych z czasów kiedy powstawał tekst oryginalny.
Powstał w środowisku chrześcijaństwa ewangelicznego.